# The B-52's
The B-52's — американський рок-гурт «нової хвилі», заснований 1976 в місті Атенс (штат Джорджія) Фредом Шнейдером, Кейт Пірсон, Кейтом Стріклендом, Сінді Вілсон і Ріки Вілсоном.

## Історія
Гурт порівняно швидко здобув популярність завдяки незвичайному стилю, в якому поєдналися панк-рок, фанк, диско і абсурдний гумор в текстах, а крім того оригінальний ретро-імідж (зачіски Кейт і Сінді якраз і називалися Б-52 на сленгу в південних штатах). Дебютний альбом «The B-52's», що у свій час ознаменував відродження американської нової хвилі, яка до 1979 року стала втрачати силу, зараз вважається культовою класикою.
25 березня 2008 на EMI вийшов сьомий альбом «Funplex», перший після «Good Stuff» (1992).

## Дискографія
| The B-52's                                                                     | - Випущено: липень 6, 1979 - Лейбл: Warner Records    | 59 | 7  | —   | 14 | —  | —  | 3  | —  | —  | 22 | - RIAA: Платина - MC: Золото - RMNZ: Платина                                       |
| Wild Planet                                                                    | - Випущено: серпень 27, 1980 - Label: Warner Records  | 18 | 12 | —   | 32 | —  | —  | 3  | —  | —  | 18 | - RIAA: Золото                                                                     |
| Whammy!                                                                        | - Випущено: квітень 27, 1983 - лейбл: Warner Records  | 29 | 97 | —   | —  | 40 | —  | 42 | 29 | —  | 33 | - RIAA: Золото                                                                     |
| Bouncing Off the Satellites                                                    | - Випущено: вересень 8, 1986 - Лейбли: Warner Records | 85 | 73 | —   | —  | —  | —  | 50 | —  | —  | 74 |                                                                                    |
| Cosmic Thing                                                                   | - Випущено: червень 27, 1989 - Лейбл: Reprise Records | 4  | 1  | 152 | 8  | 25 | 70 | 1  | 38 | —  | 8  | - RIAA: 4× Платина - ARIA: 2× Платина - BPI: Платина - MC: Платина - RMNZ: Платина |
| Good Stuff                                                                     | - Випущено: червень 23, 1992 - Лейбл: Reprise Records | 16 | 36 | —   | 21 | 22 | 45 | 14 | 36 | 26 | 8  | - RIAA: Золото - BPI: Срібло                                                       |
| Funplex                                                                        | - Випущено: березень 25, 2008 - Лейбл: Astralwerks    | 11 | 93 | 67  | —  | 38 | —  | —  | —  | 71 | 73 |                                                                                    |
| «—» означає, що альбом або не був випущеним у країні, або не потрапив у чарти. |                                                       |    |    |     |    |    |    |    |    |    |    |                                                                                    |